# Bierne
Bierne er en film instrueret af Claus Bering.

## Handling
Filmen giver indblik i bisamfundets opbygning og samfundsorden. Arbejderbierne er ikke-reproducerbare hunner. De lever i cirka 35 dage og har i den tid forskellige funktioner alt efter deres alder. Der er kun én dronning i et bistade, og hvis der kommer jomfrudronninger til, bliver de slået ihjel. Dronningen lever i op til fem år. Formeringen foregår mellem dronningen og hannerne (dronerne). Under biernes sværmeperiode forlader dronningen boet med et stort antal af arbejdere og hanner for at etablere sig et andet sted. Dette sker i juni/juli.